# 連声海
連 声海（れん せいかい、繁体字: 連聲海; 簡体字: 连声海; 拼音: Lián Shēnghǎi; ウェード式: Lien Sheng-hai）は、中華民国の政治家。字が声海であり、本名は不明。

## 事績
上海法政学校を卒業後に日本へ留学し、早稲田大学に入学した。1915年（民国4年）12月、中華革命党広東支部総務科科長に任命されている。翌1916年（民国5年・大正5年）に早稲田大学専門部政治経済科を卒業した。
1917年（民国6年）に帰国し、同年11月に護法軍政府印鋳局局長となった。軍政府が改組されると、大理院刑庭書記官長に移っている。1923年（民国12年）3月に広東大元帥府秘書、1925年（民国14年）9月に広東省政府秘書処主任秘書、1926年（民国15年）1月に広州で民国政府秘書長と歴任した。
同年11月、広州国民政府で交通部秘書長に起用され、翌1927年（民国16年）10月には南京国民政府で秘書長に抜擢された。1928年10月から1927年10月国民党中央特別委員会の事務局長として。1928年（民国17年）10月、鉄道部政務次長に移り、1931年（民国20年）6月からは鉄道部部長署理を半年間務めている。その後は全国経済委員会委員に転じ、1935年（民国24年）1月、立法院立法委員となり、後に中央政治委員会交通専門委員会委員も務めている。立法委員在任中の1947年（民国36年）に死去。享年63。

## 注
1. ↑  早稲田大学校友会(1934)、789頁。
2. 1 2  劉国銘主編（2005）、1012頁。
3. 1 2  徐主編（2007）、1130頁。